# Desastre del puente del Dee
El desastre del puente del Dee fue un accidente ferroviario ocurrido el 24 de mayo de 1847 en Chester, Inglaterra. Provocó cinco víctimas mortales y reveló la debilidad de los puentes de vigas de fundición de hierro reforzados con tirantes de hierro forjado. Supuso fuertes críticas a su diseñador, el ingeniero Robert Stephenson, hijo del también ingeniero George Stephenson.

## Antecedentes
El Ferrocarril de Chester y Holyhead necesitaba un nuevo puente a través del río Dee, un proyecto planeado en la década de 1840 con vistas al pujante desarrollo del ferrocarril en Reino Unido. Se trataba de un puente para doble vía de tres vanos de 98 pies (29,9 m) de luz cada uno, construido utilizando jácenas de hierro fundido producidas por Horseley Ironworks. Cada viga estaba compuesta por tres grandes piezas de fundición ensambladas mediante juntas de cola de pato y atornilladas a una abultada pieza de refuerzo superior, que incrementaba localmente el canto de la viga. A su vez, cada viga estaba reforzada mediante barras de hierro forjado dispuestas de forma longitudinal, que trabajaban como tirantes enlazadas entre sí (las dos barras laterales inclinadas, y la del centro colocada de forma horizontal). Los tableros de cada vía eran independientes entre sí. Se terminó en septiembre de 1846 y se abrió al tráfico local después de obtener la aprobación del primer inspector de ferrocarriles, el general Charles Pasley.

## Accidente

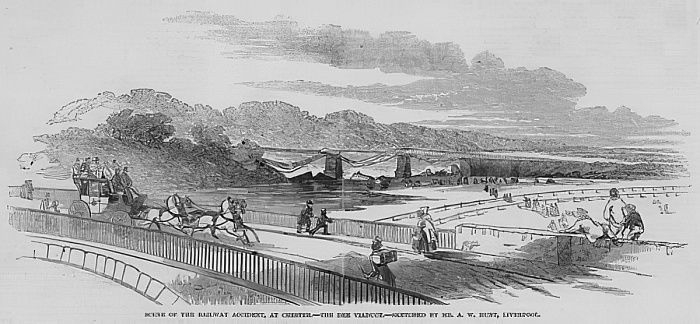
Escena del accidente ferroviario, esbozada por un joven de 16 años, Alfred William Hunt, e impresa en The Illustrated London News del 29 de mayo de 1847

El 24 de mayo de 1847, los vagones de un tren de pasajeros local de Chester a Ruabon cayeron al río al pasar sobre el puente, que había sido inaugurado el año anterior. La composición (formada por una locomotora con ténder, un vagón de equipajes y tres vagones de pasajeros -uno de primera y dos de segunda clase- con unas "dos docenas " de viajeros a bordo) estaba atravesando el último vano del puente (como se ve desde Chester) cuando se rompió el exterior de las dos vigas de hierro fundido de la subestructura de la vía. El maquinista, que había sentido una vibración inusual, dio todo el vapor disponible a los cilindros para sacar el tren del puente. La locomotora logró salir, pero el enganche del ténder a la locomotora cedió. El propio ténder y los coches de pasajeros que le seguían cayeron al cauce del río Dee, que corría unos diez metros por debajo.
El accidente provocó cinco muertos (tres pasajeros, el interventor del tren y el fogonero de la locomotora) y nueve heridos graves.
El puente había sido diseñado por Robert Stephenson y una investigación local lo acusó de negligencia. Aunque el hierro fundido resistía correctamente los esfuerzos de compresión, se sabía que era frágil a tracción o cuando se sometía a flexión. Sin embargo, el tablero del puente se había cubierto con balasto el día del accidente, para evitar que las vigas de roble que soportaban la vía se incendiasen. Stephenson tomó esa precaución debido a un incendio que se había producido hacía poco en el Great Western Railway en Hanwell, en el que un puente diseñado por Isambard Kingdom Brunel se incendió y colapsó.

## Investigación
La investigación fue uno de los primeros trabajos indagatorios importantes realizados por la entonces recién formada Inspección de Ferrocarriles. El investigador principal fue el Capitán Simmons de los Ingenieros Reales, y su informe sugirió que la flexión repetida de la estructura la debilitó sustancialmente. Examinó las partes rotas de la viga principal y confirmó que se había roto en dos lugares, y que la primera ruptura se produjo en el centro. Puso a prueba las vigas restantes del tablero de la otra vía (que había quedado en pie), haciendo pasar una locomotora a lo largo de ellas y descubrió que se desplazaban varias pulgadas bajo la carga en movimiento. Su conclusión fue que el diseño era básicamente defectuoso y que los refuerzos de hierro forjado fijados a las vigas no desempeñaban su cometido en absoluto. El jurado llegó a la misma conclusión en la investigación: el diseño de Stephenson dependía de las cerchas de hierro forjado para fortalecer la estructura, pero estaban ancladas en las propias vigas de hierro fundido y, por lo tanto, se deformaban con cualquier esfuerzo al que se sometiese el puente.
Stephenson sostuvo que la locomotora había descarrilado mientras cruzaba el puente y que el impacto resultante contra la estructura provocó que esta se fracturase. Sin embargo, algunos testigos afirmaron que la viga se rompió tras pasar el tren, y que la locomotora y el ténder ya estaban en la vía al otro lado del puente. De hecho, el maquinista avanzó con la locomotora a la siguiente estación para advertir del accidente con el fin de evitar que el tráfico usara la línea, y luego regresó por la otra vía y condujo hasta Chester, donde dio una advertencia similar.

## Comisión Real

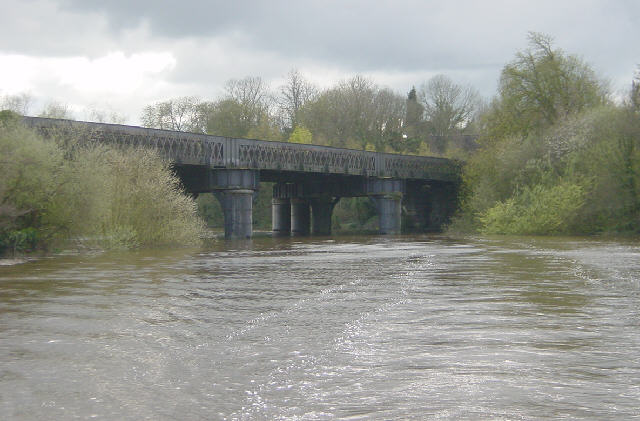
Puente ferroviario moderno en Chester, que atraviesa el río entre Curzon Park y el Roodee. Foto tomada durante la marea alta

Una Comisión Real posterior (formada en 1849) condenó el diseño y el uso de armazones de fundición de hierro en puentes ferroviarios, pero se produjeron otros fallos de puentes ferroviarios de hierro fundido en años posteriores, como el colapso del puente de Wootton y el accidente del puente de Bull. También se registraron situaciones similares en el accidente de Staplehurst, el accidente de Inverythan y en el accidente de Norwood Junction. En todos estos casos, las estructuras utilizaban vigas de hierro fundido sin armadura y, en general, fallaban debido a problemas de fundición o a defectos de moldeo presentes en el material suministrado a granel, que a menudo estaban completamente ocultos a la vista externa.
El accidente de Norwood en 1891 llevó a una revisión de todas las estructuras similares por parte de Sir John Fowler, quien recomendó su reemplazo. El hierro fundido se había utilizado con mucho éxito en Palacio de Cristal de 1851 y el Viaducto de Crumlin en el sur de Gales (construido en 1857), pero el primer puente ferroviario del Tay de 1878 falló catastróficamente debido a su mal uso del material, poniendo en tensión las orejetas de hierro fundido de las columnas. El desastre del puente del Tay estimuló a los ingenieros a utilizar acero, como quedó ejemplificado en el puente de Forth de 1890.
El puente Dee fue reconstruido más tarde usando hierro forjado, después de varios intentos fallidos más de usar hierro fundido por parte de Stephenson.